# MG VA
La MG VA, commercialisée  initialement MG 1½ litre, est une automobile produite par le constructeur de voitures sportives MG entre février 1937 et septembre 1939, et était la plus petite des trois berlines de sport qu'ils produisaient à la fin des années 1930, les autres étant la SA et la WA.
La voiture utilise une version syntonisée du quatre cylindres à soupapes en tête et tiges-poussoirs du moteur Morris TPBG, qui équipait également la Wolseley 12/48 et la Morris Douze série III. La version MG avait un double carburateur SU et développait 54 ch (40 kW) à 4500 tr/min. La propulsion est confiée à un essieu arrière rigide par l'intermédiaire d'une boîte de vitesses manuelle à quatre vitesses  synchronisées sur les trois rapports supérieurs, bien que sur certaines des premières voitures, c'était uniquement sur les deux vitesses supérieures. Des roues fil (a rayons) de dix-neuf pouces et des freins à tambour de 25 cm actionnés hydrauliquement par un système Lockheed. Les vérins hydrauliques sont standards. La suspension est à ressorts semi-elliptiques aux quatre roues, avec un pont rigide à l'arrière et l'essieu avant en  poutre. Des amortisseurs Luvax sont placés, deux de l'arrière étant réglables au tableau de bord.

## Carrosseries
Les carrosseries des berlines quatre portes étaient faites en interne par Morris et ont la calandre traditionnelle MG flanquée de deux grandes phares chromés. Contrairement à la SA, les portes n'ont pas de déflecteur séparé. La roue de secours est portée par l'aile avant gauche, avec une seconde roue de rechange de l'autre côté en option. À l'intérieur il y avait des sièges individuels à l'avant et une banquette à l'arrière, le tout revêtu de cuir. Une  radio pouvait être placée en option.
Une version spéciale de la voiture fut faite pour la police et avait un moteur de 1707 cm³ et un indicateur de vitesse calibré.
Le magazine britannique Motor a testé une randonneuse VA qui atteignit une vitesse de pointe de plus de 122 km/h et un atteignit le 0 à 97 km/h en 15,8 secondes. Avec le pare-brise rabattu la vitesse de pointe passe à près de 132 km/h.
L'usine proposait également la voiture en coupé décapotable Tickford ou randonneuse 2 portes ouverte à quatre places. La berline était au prix GBP325, le quatre places tourer à GBP280 et la Tickford coupé à GBP351, tous les prix hors options. 564 randonneuses et 591 coupés ont été faits. Très peu de châssis nus, probablement seulement deux, sont allés à des carrossiers externes.
La production est arrêtée au déclenchement de la Seconde Guerre mondiale en 1939. Après la guerre, MG a lancé la Y-Type pour combler la niche des petites berlines.

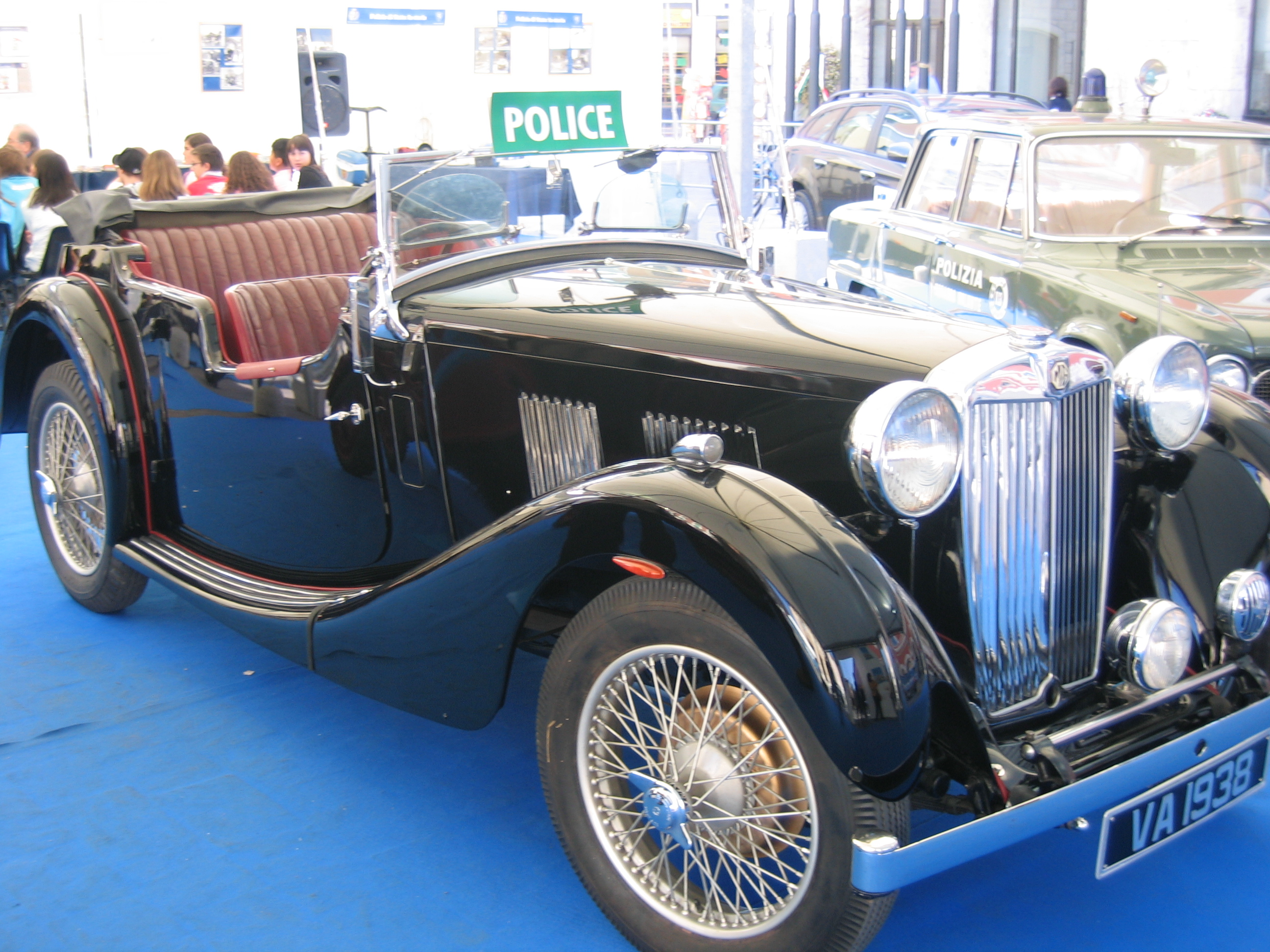
Spéciales de la Police
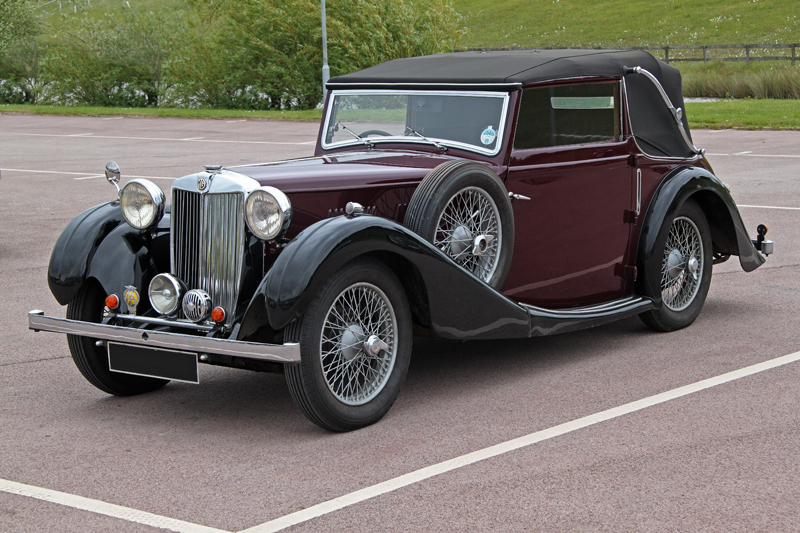
Coupé Tickford décapotable
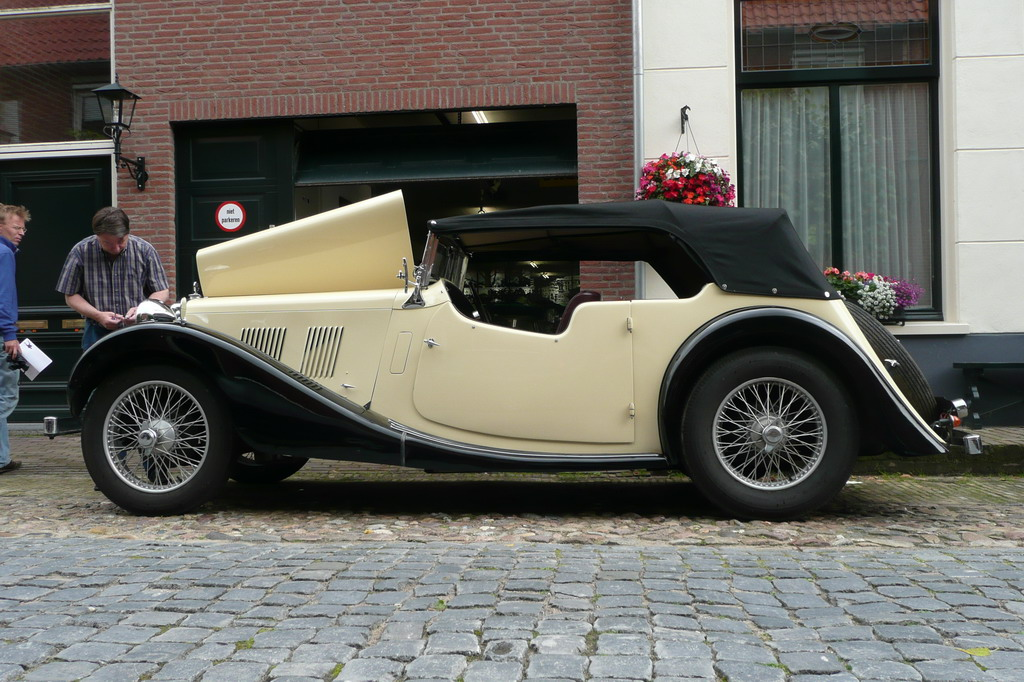
Randonneuse 2-portes ouverte à quatre places Charlesworth Bodies